# Your Feet's Too Big
«Your Feet's Too Big» es una canción compuesta en 1936 por Fred Fisher, con letra de Ada Benson. Ha sido grabadas por varios artistas (entre ellos, The Ink Spots y The Beatles), y fue un éxito de Fats Waller en 1939. La canción llegó a ser asociada con Waller, que improvisó sus propias letras (como "Your pedal extremities are really obnoxious" y su eslogan "One never knows, do one?"), y así se incluyó en el musical Ain't Misbehavin'.
Se empleó también esta canción en la serie de comedia de televisión Harry and the Hendersons. 
Leon Redbone hizo una versión de ella, y la usaría como su tema musical.